# 第92回アカデミー賞国際長編映画賞出品作一覧

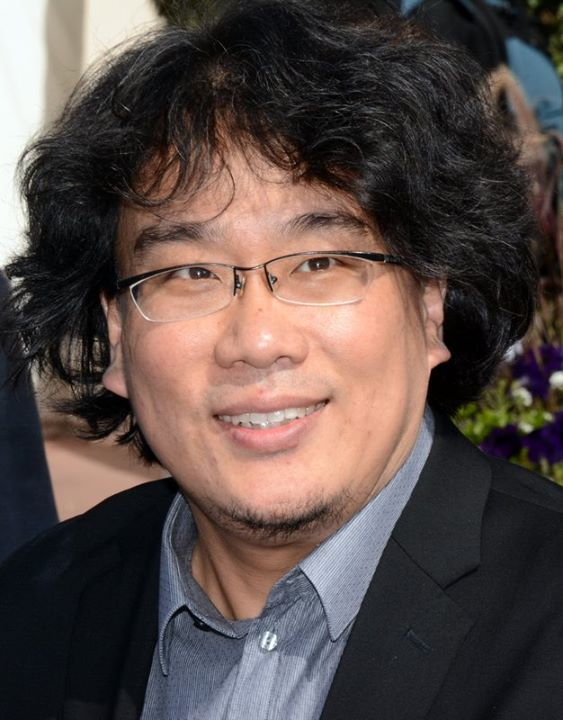
ポン・ジュノ監督による『パラサイト 半地下の家族』が韓国代表としては初の受賞作となった。

本項目は、第92回アカデミー賞国際長編映画賞への各国の出品作の一覧である。映画芸術科学アカデミー（AMPAS）は、1956年に国際長編映画賞を設立して以来、さまざまな国から最高の作品を招いている。この賞は主要な会話が英語以外で占められ、アメリカ合衆国以外で製作された長編映画を対象としている。国際長編映画賞委員会はプロセスを監督し、出品された全作品を観賞する。この部門は以前は「外国語映画賞」と呼ばれていたが、アカデミーが「外国語」という言葉が時代にそぐわないと考えたために2019年4月に国際長編映画賞へと変更された。
出品映画は2018年10月1日から2019年9月30日までの間に、それぞれの国の劇場で初公開されている必要がある。出品は2019年10月1日に締め切られ、10月7日にアカデミーは作品一覧を発表した。今回は94カ国が出品し、そのうち93カ国が資格を得た。今回が初出品となったのはガーナ（『アミナの運命』）、ナイジェリア（『LIONHEART/ライオンハート』）、ウズベキスタン（『Hot Bread』）の3カ国である。しかしながら2019年11月4日、アカデミーは会話の大部分が英語であることを理由にナイジェリアの作品を失格とした。
全出品作品から10本が最終選考に選ばれ、2019年12月16日に発表された。2020年1月13日にノミネート5作が発表された。2020年2月9日に授賞式が行われ、ポン・ジュノ監督による『パラサイト 半地下の家族』が韓国初の外国語映画賞受賞作となった。

## 出品作
| 出品国                   | 日本語題                                | 出品題                             | 原題                                                      | 原語                                           | 監督                                               | 結果         |
| ------------------------ | --------------------------------------- | ---------------------------------- | --------------------------------------------------------- | ---------------------------------------------- | -------------------------------------------------- | ------------ |
| アフガニスタン           |                                         | Hava, Maryam, Ayesha               | حوا، مریم، عایشه                                          | ペルシャ語、ダリー語                           | サハラ・カリミ                                     | 不適格       |
| アルバニア               |                                         | The Delegation                     | Delegacioni                                               | アルバニア語、フランス語                       | ブジャー・アリマニ                                 | 落選         |
| アルジェリア             | パピチャ 未来へのランウェイ             | Papicha                            | Papicha                                                   | アラビア語、フランス語                         | ムーニア・メドゥール                               | 落選         |
| アルゼンチン             | 明日に向かって笑え!                     | Heroic Losers                      | La odisea de los giles                                    | スペイン語                                     | セバスティアン・ボレンステイン                     | 落選         |
| アルメニア               |                                         | Lengthy Night                      | Էրկեն Կիշեր                                               | アルメニア語                                   | エドガー・バグダサリヤン                           | 落選         |
| オーストラリア           | ボヤンシー 眼差しの向こうに             | Buoyancy                           | Buoyancy                                                  | クメール語、タイ語                             | ロッド・ラスジェン                                 | 落選         |
| オーストリア             | ジョイ: 闇と光の間                      | Joy                                | Joy                                                       | 英語、ドイツ語                                 | スダベー・モルテツァイ                             | 失格         |
| バングラデシュ           |                                         | Alpha                              | আলফা                                                       | ベンガル語                                     | ナシルディン・ユーサフ                             | 落選         |
| ベラルーシ               |                                         | Debut                              | Дебют                                                     | ロシア語                                       | アナスタシア・ミロシュニチェンコ                   | 落選         |
| ベルギー                 |                                         | Our Mothers                        | Nuestras madres                                           | スペイン語                                     | セサル・ディアス                                   | 落選         |
| ボリビア                 |                                         | I Miss You                         | Tu me manques                                             | スペイン語、英語                               | ロドリゴ・ベロット                                 | 落選         |
| ボスニア・ヘルツェゴビナ |                                         | The Son                            | Sin                                                       | ボスニア語                                     | イネス・タノヴィッチ                               | 落選         |
| ブラジル                 | 見えざる人生                            | Invisible Life                     | A vida invisível                                          | ポルトガル語                                   | カリム・アイノズ                                   | 落選         |
| ブルガリア               |                                         | Ága                                | Ága                                                       | サハ語                                         | ミルコ・ラザロフ                                   | 落選         |
| カンボジア               | In the Life of Music 音楽とともに生きて | In the Life of Music               | តន្រ្តីជីវិត                                                   | クメール語、英語                               | ケイリー・ソー、ソック・ウィサル                   | 落選         |
| カナダ                   |                                         | Antigone                           | Antigone                                                  | フランス語                                     | ソフィー・デラスペ                                 | 落選         |
| チリ                     | 蜘蛛                                    | Spider                             | Araña                                                     | スペイン語                                     | アンドレス・ウッド                                 | 落選         |
| 中国                     | ナタ〜魔童降臨〜                        | Ne Zha                             | 哪吒之魔童降世                                            | 官話                                           | 餃子                                               | 落選         |
| コロンビア               | MONOS 猿と呼ばれし者たち                | Monos                              | Monos                                                     | スペイン語                                     | アレハンドロ・ランデス                             | 落選         |
| コスタリカ               |                                         | The Awakening of the Ants          | El despertar de las hormigas                              | スペイン語                                     | アントネッラ・スーダサシー                         | 落選         |
| クロアチア               |                                         | Mali                               | Mali                                                      | クロアチア語                                   | アントニオ・ヌイッチ                               | 落選         |
| キューバ                 |                                         | A Translator                       | Un Traductor                                              | スペイン語、ロシア語                           | ロドリゴ・バリウソ、セバスチャン・バウリソ         | 落選         |
| チェコ                   | 異端の鳥                                | The Painted Bird                   | Nabarvené ptáče                                           | インタースラーヴィク                           | ヴァーツラフ・マルホウ                             | 最終選考     |
| デンマーク               | 罪と女王                                | Queen of Hearts                    | Dronningen                                                | デンマーク語、スウェーデン語                   | マイ・エル＝トーキー                               | 落選         |
| ドミニカ共和国           |                                         | The Projectionist                  | El proyeccionista                                         | スペイン語                                     | ホセ・マリア・カブラル                             | 落選         |
| エクアドル               | ある娼婦の贖罪                          | The Longest Night                  | La mala noche                                             | スペイン語                                     | ガブリエラ・カルバチェ                             | 落選         |
| エジプト                 |                                         | Poisonous Roses                    | ورد مسموم                                                 | アラビア語                                     | ファウジ・サレー                                   | 落選         |
| エストニア               |                                         | Truth and Justice                  | Tõde ja õigus                                             | エストニア語                                   | タネル・トゥーム                                   | 最終選考     |
| エチオピア               |                                         | Running Against the Wind           | የንፋሱ ፍልሚያ                                                 | アムハラ語                                     | ヤン・フィリップ・ワイル                           | 落選         |
| フィンランド             | バカなヤングハート                      | Stupid Young Heart                 | Hölmö nuori sydän                                         | フィンランド語、ソマリ語                       | セルマ・ヴィルフネン                               | 落選         |
| フランス                 | レ・ミゼラブル                          | Les Misérables                     | Les Misérables                                            | フランス語                                     | ラジ・リ                                           | ノミネート   |
| ジョージア               | キリングフィールド 極限戦線             | Shindisi                           | შინდისი                                                   | グルジア語                                     | ディート・ツィンツァーゼ                           | 落選         |
| ドイツ                   | システム・クラッシャー 家に帰りたい     | System Crasher                     | Systemsprenger                                            | ドイツ語                                       | ノラ・フィングシャイト                             | 落選         |
| ガーナ                   | アミナの運命                            | Azali                              | Azali                                                     | ダバニ語、アカン語                             | クワベナ・ギャンサー                               | 落選         |
| ギリシャ                 | トマト畑のワーグナー                    | When Tomatoes Met Wagner           | Όταν ο Βάγκνερ Συνάντησε τις Ντομάτες                     | ギリシャ語                                     | マリアーナ・エコノム                               | 落選         |
| ホンジュラス             |                                         | Blood, Passion and Coffee          | Café con Sabor a mi Tierra                                | スペイン語                                     | カルロス・メンブレーニョ                           | 落選         |
| 香港                     | ホワイト・ストーム                      | The White Storm 2: Drug Lords      | 掃毒2天地對決                                             | 広東語                                         | ハーマン・ヤウ                                     | 落選         |
| ハンガリー               | この世界に残されて                      | Those Who Remained                 | Akik maradtak                                             | ハンガリー語                                   | バルナバーシュ・トート                             | 最終選考     |
| アイスランド             | ホワイト、ホワイト・デイ                | A White, White Day                 | Hvítur, Hvítur Dagur                                      | アイスランド語                                 | フリーヌル・パルマソン                             | 落選         |
| インド                   | ガリーボーイ                            | Gully Boy                          | गली बॉय                                                     | ヒンディー語                                   | ゾーヤー・アクタル                                 | 落選         |
| インドネシア             | メモリーズ・オブ・マイ・ボディ          | Memories of My Body                | Kucumbu Tubuh Indahku                                     | インドネシア語                                 | ガリン・ヌグロホ                                   | 落選         |
| イラン                   |                                         | Finding Farideh                    | در جستجوی فریده                                           | ペルシア語、オランダ語、英語                   | クロッシュ・アタエ、アザデ・ムサヴィ               | 落選         |
| アイルランド             |                                         | Gaza                               | Gaza                                                      | アラビア語                                     | ギャリー・キーン アンドリュー・マッコネル          | 落選         |
| イスラエル               |                                         | Incitement                         | ימים נוראים                                               | ヘブライ語                                     | ヤーロン・ジルバーマン                             | 落選         |
| イタリア                 | シチリアーノ 裏切りの美学               | The Traitor                        | Il traditore                                              | イタリア語                                     | マルコ・ベロッキオ                                 | 落選         |
| 日本                     | 天気の子                                | Weathering with You                | 天気の子                                                  | 日本語                                         | 新海誠                                             | 落選         |
| カザフスタン             |                                         | Kazakh Khanate – Golden Throne     | қазақ хандығының алтын тесігі                             | カザフ語、ロシア語                             | リュステム・アブドラシェフ                         | 落選         |
| ケニア                   |                                         | Subira                             | Subira                                                    | 英語、スワヒリ語                               | ラヴニート・シッピー・チャダ                       | 落選         |
| コソボ                   |                                         | Zana                               | Zana                                                      | アルバニア語                                   | アントネタ・カストラティ                           | 落選         |
| キルギス                 |                                         | Aurora                             | Aurora                                                    | キルギス語、ロシア語                           | ベクザット・ピルマトフ                             | 落選         |
| ラトビア                 |                                         | The Mover                          | Tēvs Nakts                                                | ラトビア語、ロシア語、ドイツ語、イディッシュ語 | デイヴィス・シマニス・Jr                           | 落選         |
| レバノン                 |                                         | 1982                               | 1982                                                      | アラビア語、英語                               | ウアリッド・ムーアネス                             | 落選         |
| リトアニア               |                                         | Bridges of Time                    | Laiko tiltai                                              | エストニア語、ラトビア語、リトアニア語         | クリスティン・ブリーデ、アウドリウス・ストーニーズ | 落選         |
| ルクセンブルク           | テルアビブ・オン・ファイア              | Tel Aviv on Fire                   | תל אביב על האש                                            | ヘブライ語、アラビア語                         | サメフ・ゾアビ                                     | 落選         |
| マレーシア               |                                         | M for Malaysia                     | M for Malaysia                                            | マレー語、英語                                 | ダイアン・リー、イネザ・ルッシーユ                 | 落選         |
| メキシコ                 |                                         | The Chambermaid                    | La camarista                                              | スペイン語                                     | リラ・アヴィルス                                   | 落選         |
| モンゴル                 |                                         | The Steed                          | Хийморь                                                   | モンゴル語、カザフ語、官話、ロシア語           | エルデネビレグ・ガンボルド                         | 落選         |
| モンテネグロ             |                                         | Neverending Past                   | Između dana i noći                                        | モンテネグロ語                                 | アンドロ・マルティノヴィッチ                       | 落選         |
| モロッコ                 | モロッコ、彼女たちの朝                  | Adam                               | آدم                                                       | アラビア語                                     | マリヤム・トゥザニ                                 | 落選         |
| ネパール                 |                                         | Bulbul                             | बुलबुल                                                      | ネパール語                                     | ビノド・ポウデル                                   | 落選         |
| オランダ                 |                                         | Instinct                           | Instinct                                                  | オランダ語                                     | ハリナ・ライン                                     | 落選         |
| ナイジェリア             | LIONHEART/ライオンハート                | Lionheart                          | Lionheart                                                 | 英語、イボ語                                   | ジェネビーブ・ナジ                                 | 失格         |
| 北マケドニア             | ハニーランド 永遠の谷                   | Honeyland                          | Медена земја                                              | トルコ語、マケドニア語、ボスニア語             | タマラ・コテフスカ、リュボミル・ステファノフ       | ノミネート   |
| ノルウェー               |                                         | Out Stealing Horses                | Ut og stjæle hester                                       | ノルウェー語、スウェーデン語                   | ハンス・ペテル・モランド                           | 落選         |
| パキスタン               |                                         | Laal Kabootar                      | لال کبوتر                                                 | ウルドゥー語                                   | カマル・ハーン                                     | 落選         |
| パレスチナ               | 天国にちがいない                        | It Must Be Heaven                  | It Must Be Heaven                                         | アラビア語、英語、フランス語                   | エリア・スレイマン                                 | 落選         |
| パナマ                   |                                         | Everybody Changes                  | Todos Cambiamos                                           | スペイン語                                     | アルトゥーロ・モンテネグロ                         | 落選         |
| ペルー                   |                                         | Retablo                            | Retablo                                                   | ケチュア語                                     | アルヴァロ・デルガード＝アパリシオ                 | 落選         |
| フィリピン               | 評決                                    | Verdict                            | Verdict                                                   | タガログ語、フィリピン語、英語                 | レイマンド・リベイ・グティエレス                   | 落選         |
| ポーランド               | 聖なる犯罪者                            | Corpus Christi                     | Boże Ciało                                                | ポーランド語                                   | ヤン・コマサ                                       | ノミネート   |
| ポルトガル               |                                         | The Domain                         | A Herdade                                                 | ポルトガル語                                   | ティアゴ・ゲデス                                   | 落選         |
| ルーマニア               | ホイッスラーズ 誓いの口笛               | The Whistlers                      | La Gomera                                                 | ルーマニア語、英語、シルボ                     | コルネリウ・ポルンボユ                             | 落選         |
| ロシア                   | 戦争と女の顔                            | Beanpole                           | Дылда                                                     | ロシア語                                       | カンテミール・バラーゴフ                           | 最終選考     |
| サウジアラビア           | 完全な候補者                            | The Perfect Candidate              | المرشح المثالي                                            | アラビア語                                     | ハイファ・アル＝マンスール                         | 落選         |
| セネガル                 | アトランティックス                      | Atlantics                          | Atlantique                                                | ウォロフ語、フランス語、英語                   | マティ・ディオプ                                   | 最終選考     |
| セルビア                 |                                         | King Petar of Serbia               | Краљ Петар Први                                           | セルビア語                                     | ペタル・リストフスキ                               | 落選         |
| シンガポール             | 幻土                                    | A Land Imagined                    | 幻土                                                      | 官話、英語、ベンガル語                         | ヨー・シュウホァ                                   | 落選         |
| スロバキア               |                                         | Let There Be Light                 | Nech je svetlo                                            | スロバキア語                                   | マルコ・シュコップ                                 | 落選         |
| スロベニア               |                                         | History of Love                    | Zgodovina ljubezni                                        | スロベニア語、英語                             | ソニャ・プロセンツ                                 | 落選         |
| 南アフリカ共和国         |                                         | Knuckle City                       | Knuckle City                                              | コサ語                                         | ジャーミル・X・T・クベカ                           | 落選         |
| 韓国                     | パラサイト 半地下の家族                 | Parasite                           | 기생충                                                    | 朝鮮語                                         | ポン・ジュノ                                       | オスカー受賞 |
| スペイン                 | ペイン・アンド・グローリー              | Pain and Glory                     | Dolor y gloria                                            | スペイン語                                     | ペドロ・アルモドバル                               | ノミネート   |
| スウェーデン             | ダンサー そして私たちは踊った           | And Then We Danced                 | And Then We Danced                                        | グルジア語                                     | レヴァン・アキン                                   | 落選         |
| スイス                   | モティの目覚め                          | The Awakening of Motti Wolkenbruch | Wolkenbruchs wunderliche Reise in die Arme einer Schickse | ドイツ語、イディッシュ語、ヘブライ語           | マイケル・シュタイナー                             | 落選         |
| 台湾                     | 先に愛した人                            | Dear Ex                            | 誰先愛上他的                                              | 官話                                           | シュー・ユーティン、シュー・ツーイェン             | 落選         |
| タイ                     | 呪いのキス -哀しき少女の恋-             | Krasue: Inhuman Kiss               | แสงกระสือ                                                  | タイ語                                         | シチシリ・モンコルシリ                             | 落選         |
| チュニジア               |                                         | Dear Son                           | ولدي                                                      | アラビア語                                     | モハメド・ベン・アッティア                         | 落選         |
| トルコ                   |                                         | Commitment                         | Bağlılık Aslı                                             | トルコ語                                       | セミフ・カプランオール                             | 落選         |
| ウクライナ               |                                         | Homeward                           | Додому                                                    | クリミア・タタール語、ウクライナ語             | ナリマン・アリエフ                                 | 落選         |
| イギリス                 | 風をつかまえた少年                      | The Boy Who Harnessed the Wind     | The Boy Who Harnessed the Wind                            | 英語、チェワ語                                 | キウェテル・イジョフォー                           | 落選         |
| ウルグアイ               |                                         | The Moneychanger                   | Así habló el cambista                                     | スペイン語                                     | フェデリコ・ペイロー                               | 落選         |
| ウズベキスタン           |                                         | Hot Bread                          | Issiq non                                                 | ウズベク語                                     | ウミード・ハムダモフ                               | 落選         |
| ベネズエラ               |                                         | Being Impossible                   | Yo, imposible                                             | スペイン語                                     | パトリシア・オルテガ                               | 落選         |
| ベトナム                 | ハイ・フォン: ママは元ギャング          | Furie                              | Hai Phượng                                                | ベトナム語                                     | レ・ヴァン・キエ                                   | 落選         |

## 備考
- アフガニスタンからの出品作『Hava, Maryam, Ayesha』は同国の委員会の正当性が疑問視されたために一覧に載らなかった[18]。
- オーストラリアからの出品作『ジョイ: 闇と光の間（英語版）』は英語の台詞が多すぎることを理由にアカデミーは2019年11月に取り消しとした[112]。映画の製作者は失格に異議を申し立て、ナイジェリア・ピジンの会話の中での非英語部分を考慮した場合は英語は全体の50%未満になるために資格があると主張した[113]。しかしながらアカデミーは当初の決定を覆さなかった[114]。
- 『LIONHEART/ライオンハート（英語版）』はナイジェリアからの初の出品作であったが、2019年11月に失格となった。95分の上映時間のうち非英語の台詞が占めるのは11分間のみであり、アカデミーのエントリー規約の「元の会話トラックと完成した作品の主要言語は英語以外でなければならない」に違反する。映画監督のエイヴァ・デュヴァーネイはアカデミーの規約と失格の決定について「英語はナイジェリアの公用語（英語版）です。この国が公用語でオスカーを競うことを禁じるつもりですか?」と批判した。アカデミーの国際長編映画賞実行委員長のラリー・カラゼウスキーは規約は提出する国際委員会に明確に伝えられていたと述べた。彼は「アカデミー賞と同じくらい重要なものを提出するつもりならば規約を見るべきだと思う」とコメントした。ナイジェリアの選考委員会は「今後委員会は外国語、すなわち英語以外の会話で収録された映画を提出する予定です」と回答した[115]。
- 当初の報道ではウガンダは『Kony: Order from Above』を選出したと伝えられた [116][117]。しかしながらウガンダのオスカー選考委員会はこの映画は選考のための最低資格要件を満たしておらず、結局出品しなかったことを発表した[118]。実現すればウガンダ初の出品となっていた[119]。